# 佛公 (地名)
佛公，是臺灣高雄市前鎮區的一個傳統地域名稱，位於該區東南部。相較於今日行政區，其範圍大致包括明正里不含西部凸出部分及東部邊界地帶中央一小段、明義里不含西北端及南部凸出部分的東南端、草衙里不含西北部及東端、明孝里東南半部，以及小港區的中厝里西部邊界地帶中段、港后里西北部邊界地帶、港口里西北部邊界地帶。
本地區境內主要聚落為內苓仔藔、四塊厝仔，設有明義國中中安分校、紅毛港國小、明正國小（部分）。

## 歷史
台灣日治初期，佛公地區為一街庄，稱為「佛公庄」（舊制街庄），隸屬於鳳山下里。該庄昔日西北與草衙庄為鄰，北及東北與五甲庄為鄰，東邊北段與二苓庄為鄰，東邊南段及東南邊為港仔墘庄，西南邊臨打狗灣。
1901年（日治明治三十四年）11月11日，全台廢縣廳改設二十廳，該庄隸屬於鳳山廳。1904年（明治三十七年）5月3日，該庄編入「港仔墘區」，隸屬於鳳山廳。1909年（明治四十二年）10月25日，全台合併二十廳為十二廳，港仔墘區改隸屬於臺南廳。1920年（大正九年）10月1日，全台地方制度大改正，廢十二廳改設五州二廳，該庄改制為「佛公」大字，隸屬於高雄州鳳山郡小港庄（新制街庄）。1940年（昭和十五年）10月1日，本地區改隸屬於州轄高雄市。
戰後高雄市改制為省轄高雄市，大字亦改制為里。1946年（民國35年），高雄市劃分為10個區，本地區隸屬於前鎮區。1979年（民國68年）7月1日，高雄市升格為院轄高雄市。2010年（民國99年）12月25日，高雄縣、市合併為新院轄新院轄高雄市。

## 聚落
本地區發展較早的聚落為內苓仔藔（今佛公聚落）、佛公（已消失，現址成為貨櫃存放區）、四塊厝仔，在日治初期的官方地圖上已有記載。

## 交通
高雄國際機場是南台灣唯一的國際機場，範圍包括本地區的東部中偏北地帶。國際線及國內線機場航廈分別位於東鄰小港、二苓地區境內。
高雄捷運紅線是高雄捷運系統的南北向路線，經過本地區中部略偏東北地帶，並設有草衙站。由此可前往高雄捷運沿線各站。
國道1號又稱「中山高速公路」，是貫穿台灣西部的兩條縱向高速公路之一，經過本地區北部的西北側邊界地帶。最近的交流道在北側為市道188號交會處的五甲交流道；在南側為省道台17線交會處的高雄端A交流道（南出北入）。由此等可快速前往國道1號沿線各地。
省道台17線又稱「西部濱海公路」，是甲南至水底寮的幹道，經過本地區中部略偏東北地帶。由該道路北行可前往鳳山區西南端、前鎮區前鎮市區、苓雅區、前金區/新興區交界地帶、前金區、三民區等地；南行可前往小港區、林園區、屏東縣新園鄉、東港鎮等地。

## 學校
- 明義國中中安分校
- 紅毛港國小
- 明正國小（部分）